# Planarchaea
Genre
Synonymes
- Filiauchenius Wunderlich, 2008

Planarchaea est un  genre fossile d'araignées aranéomorphes de la famille des Archaeidae.

## Distribution
Les espèces de ce genre ont été découvertes dans de l'ambre de Birmanie. Elles datent du Crétacé.

## Liste des espèces
Selon The World Spider Catalog 18.0 :
- † Planarchaea kopp Wunderlich, 2015
- † Planarchaea oblonga Wunderlich, 2017
- † Planarchaea ovata Wunderlich, 2017
- † Planarchaea paucidentatus (Wunderlich, 2008)
- † Planarchaea pilosa (Wunderlich, 2015)

## Publication originale
- Wunderlich, 2015 : On the evolution and the classification of spiders, the Mesozoic spider faunas, and descriptions of new Cretaceous taxa mainly in amber from Burmese (Burma) (Arachnida: Araneae). Beiträge zur Araneologie, vol. 9, p. 21–408.